# Liste der Biografien/Brz
Liste der Biografien |
Portal Biografien |
Personensuche
# |
A |
B |
C |
D |
E |
F |
G |
H |
I |
J |
K |
L |
M |
N |
O |
P |
Q |
R |
S |
T |
U |
V |
W |
X |
Y |
Z |
?
 
Ba |
Be |
Bd |
Bg |
Bh |
Bi |
Bj |
Bl |
Bm |
Bn |
Bo |
Br |
Bs |
Bu |
Bw |
By |
Bz
 
Bra |
Brc |
Brd |
Bre |
Brg |
Bri |
Brj |
Brk |
Brl |
Brn |
Bro |
Brp–Brt |
Bru |
Brv |
Bry |
Brz
Die Liste der Biografien führt alle Personen auf, die in der deutschsprachigen Wikipedia einen Artikel haben. Dieses ist eine Teilliste mit 61 Einträgen von Personen, deren Namen mit den Buchstaben „Brz“ beginnt.

## Brz

### Brza
- Brzák-Felix, Jan (1912–1988), tschechoslowakischer Kanurennfahrer
- Brzáková, Yvona (* 1956), tschechoslowakische Tennisspielerin
- Brzakovic, Tanja (* 1973), serbische Filmregisseurin, Drehbuchautorin und Dokumentarfilmerin
- Brzana, Stanislaus Joseph (1917–1997), US-amerikanischer Geistlicher, Bischof von Ogdensburg
- Brzank, Regina, deutsche Trainerin in der Rhythmischen Sportgymnastik und Sportwissenschaftlerin

### Brze
- Brzechwa, Jan (1898–1966), polnischer Poet, Autor und Übersetzer
- Brzęczek, Jerzy (* 1971), polnischer Fußballspieler
- Brzękowski, Jan (1903–1983), polnischer Dichter, Poesietheoretiker und Schriftsteller
- Brzenk, John (* 1964), US-amerikanischer Armwrestler
- Brzenska, Markus (* 1984), deutscher Fußballspieler
- Brzeska, Magdalena (* 1978), polnisch-deutsche TurnerinMagdalena Brzeska (* 1978)

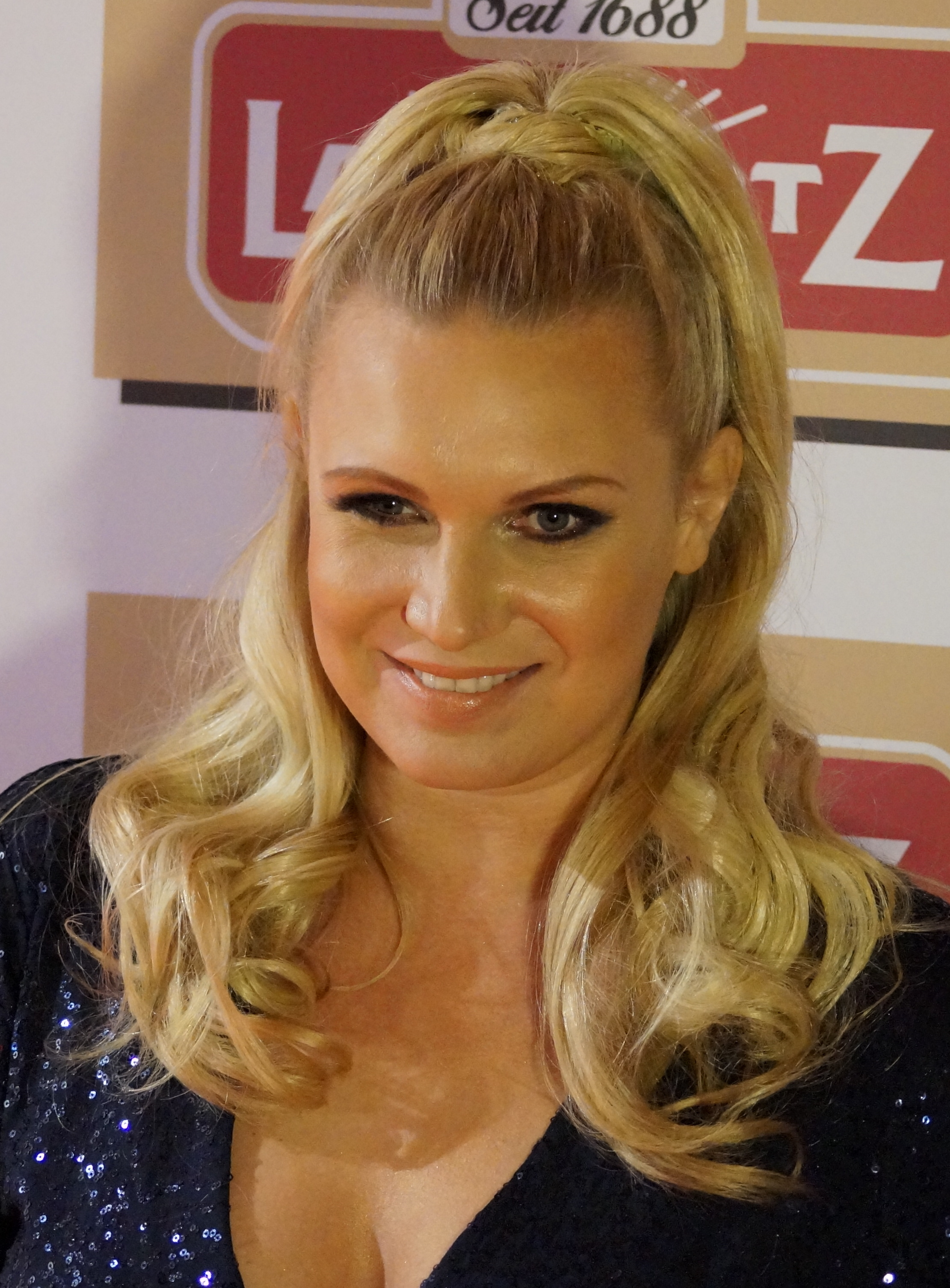
Magdalena Brzeska (* 1978)

- Brzeski, Franz von (1838–1887), polnischer Rittergutsbesitzer und Parlamentarier in Preußen
- Brzesowsky, Karl von (1855–1945), österreichischer Beamter und Wiener Polizeipräsident
- Brzewski, Zenon (1923–1993), polnischer Musikpädagoge und Geiger
- Brzezicki, Juan Pablo (* 1982), argentinischer Tennisspieler
- Brzezicki, Mark (* 1957), britischer Rock-Schlagzeuger
- Brzezińska, Aleksandra (* 1991), polnische Leichtathletin
- Brzezińska, Anna (* 1971), polnische Schriftstellerin von Fantasy-Literatur
- Brzezińska, Filipina (1800–1886), polnische Komponistin und Pianistin
- Brzeziński, Adrian (* 1998), polnischer Sprinter
- Brzezinski, Emilie Beneš (1932–2022), schweizerisch-amerikanische Bildhauerin
- Brzeziński, Franciszek (1867–1944), polnischer Komponist
- Brzezinski, Ian, US-amerikanischer Experte für Außenpolitik und Militärangelegenheiten
- Brzeziński, Marcin (* 1984), polnischer Ruderer
- Brzezinski, Mark (* 1965), US-amerikanischer Rechtsanwalt, Diplomat und Außenpolitikexperte
- Brzezinski, Matthew (* 1965), amerikanischer Autor und Journalist
- Brzezinski, Mika (* 1967), US-amerikanische Fernsehmoderatorin und Journalistin
- Brzeziński, Patryk (* 1984), polnischer Ruderer
- Brzeziński, Tadeusz (1896–1990), polnischer Diplomat
- Brzeziński, Zbigniew (1928–2017), polnisch-US-amerikanischer PolitikwissenschaftlerZbigniew Brzeziński (1928–2017)

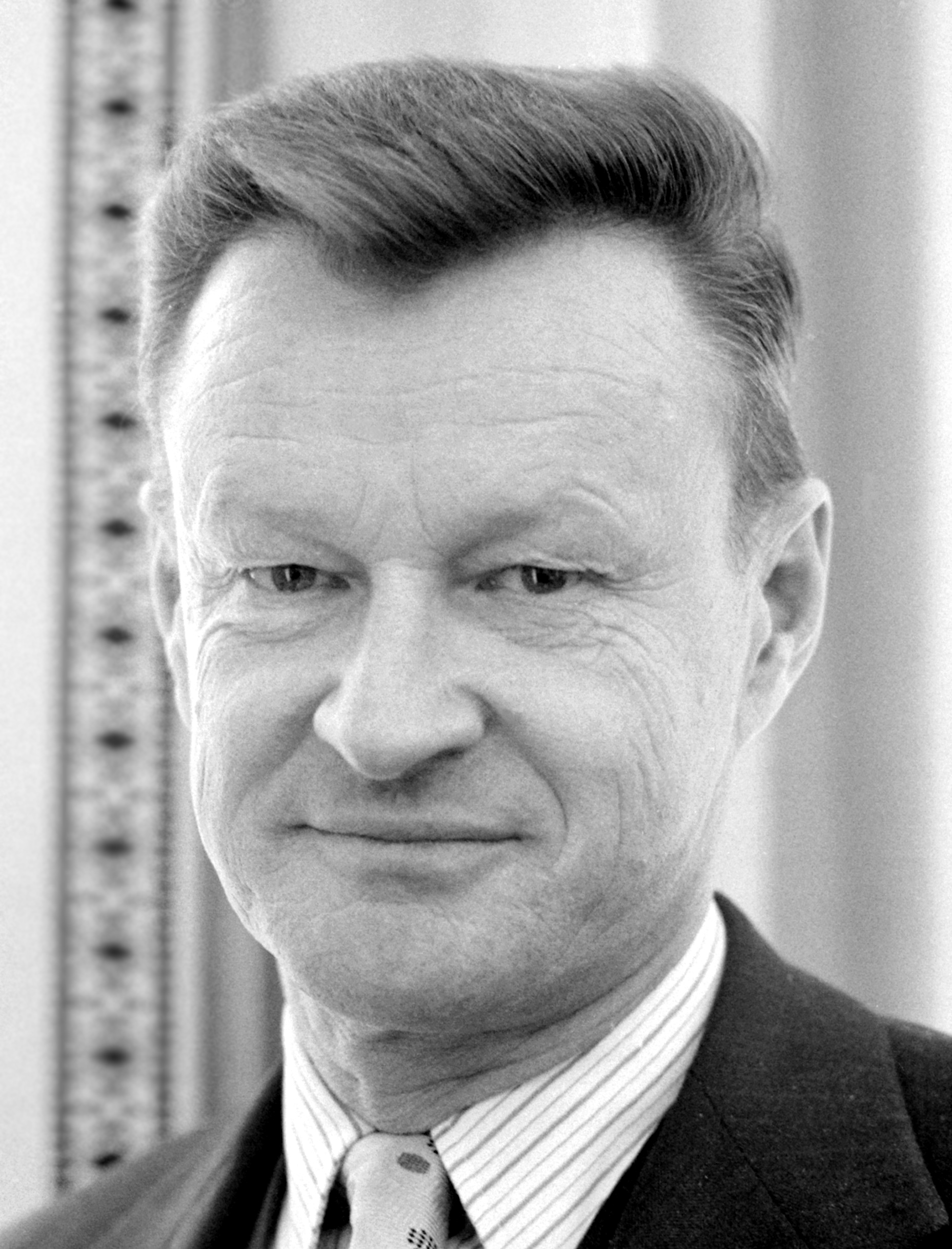
Zbigniew Brzeziński (1928–2017)

- Brzeźna, Monika (* 1991), polnische Radrennfahrerin
- Brzeźna, Paulina (* 1981), polnische Radrennfahrerin
- Brzeźny, Jan (* 1951), polnischer Radrennfahrer

### Brzi
- Brzica, Petar, Ustascha-Mitglied und Kriegsverbrecher

### Brzo
- Brzobohatá, Zuzana (* 1962), tschechische Politikerin (ČSSD), Mitglied des Abgeordnetenhauses, MdEP und Informatikerin
- Brzobohatý, Radoslav (1932–2012), tschechoslowakischer Schauspieler
- Brzokoupil, Dan (* 1947), schwedischer Fußballspieler
- Brzoska, Heinrich Gustav (1807–1839), deutscher Pädagoge
- Brzoska, Heinz (1942–2015), deutscher Maler und Grafiker
- Brzoska, Julius (1859–1930), deutscher Klassischer Philologe und Gymnasialdirektor
- Brzoska, Matthias (* 1955), deutscher Musikwissenschaftler
- Brzoska, Michael (* 1953), deutscher Friedens- und Konfliktforscher
- Brzoska, Rafał (* 1977), polnischer Unternehmer
- Brzóska, Stanisław (1832–1865), polnischer Priester und Partisanenkommandeur
- Brzosko-Mędryk, Danuta (1921–2015), polnische Schriftstellerin und KZ-Überlebende
- Brzostek, Monika (* 1989), polnische Beachvolleyballspielerin
- Brzostowska, Genowefa († 1792), polnische Diplomatin
- Brzozowicz, Ashley (* 1982), kanadische Ruderin
- Brzozowski, Artur (* 1985), polnischer Leichtathlet
- Brzozowski, Feliks (1836–1892), polnischer Maler und Illustrator
- Brzozowski, Janusz (* 1951), polnischer Handballspieler und -trainer
- Brzozowski, Miłosz (* 2004), polnischer Fußballspieler
- Brzozowski, Rafał (* 1981), polnischer Sänger, Fernsehmoderator und ehemaliger Wrestler
- Brzozowski, Stanisław (1878–1911), polnischer Philosoph
- Brzozowski, Stanisław (* 1938), polnischer Pantomime
- Brzozowski, Tadeusz (1749–1820), 19. General der Societas Jesu
- Brzozowski, Tadeusz (1918–1987), polnischer Maler und Hochschullehrer

### Brzu
- Brzuchanski, Josef, tschechoslowakischer Skispringer
- Brzuske, Wolfgang (1939–2014), deutscher Fußballspieler

### Brzy
- Brzyski, Tomasz (* 1982), polnischer Fußballspieler
- Brzyszkowská, Katrin (* 2003), tschechische Kugelstoßerin